# Shemi Tzur

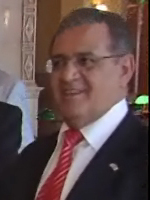
Tzur (2007)

Shemi Tzur (hebräisch שמי צור; * 21. Januar 1945 oder 17. März 1946) ist ein israelischer Diplomat.
Von 1974 bis 1979 war Tzur in Südafrika eingesetzt. Nach drei Jahren als Vizekonsul in Johannesburg fungierte er zwei Jahre als Zweiter Sekretär an der israelischen Botschaft in Pretoria. 1981 war er Vizekonsul am israelischen Generalkonsulat in Istanbul. Nach seiner Rückkehr nach Israel wurde er im Außenministerium bis 1985 in der Informations und Medien Abteilung tätig. Von 1985 bis 1989 war Tzur Konsul in Sydney. In dieser Zeit bekleidete er einen Monat kommissarisch den Posten des israelischen Botschafters für Fidschi.
Seinen nächsten Posten außerhalb Israels bekleidete er 1993, als er als Geschäftsträger (ad interim) die israelische Botschaft in Usbekistan eröffnete. 1994 wurde Tzur zum Botschafter in Zypern ernannt. Er bekleidete diesen Posten bis 2000. Während seiner Amtszeit in Zypern kam es einer Vertiefung der diplomatischen Beziehungen beider Staaten, was unter anderem 1995 zur Eröffnung der zypriotischen Botschaft in Israel führte.
Während seiner weiteren diplomatischen Karriere war er unter anderem von August 2003 bis Oktober 2007 Botschafter in Finnland mit gleichzeitiger Akkreditierung als nicht-residierender Botschafter für Estland, von Mai 2008 bis September desselben Jahres Botschafter in Angola mit gleichzeitiger Akkreditierung als nicht-residierender Botschafter für Mosambik und von Januar 2009 bis März 2010 nicht-residierender Botschafter für Armenien, Tadschikistan und Turkmenistan mit Sitz in Jerusalem. April 2010 wurde er zum israelischen Botschafter in Neuseeland ernannt. Gleichzeitig ist er nicht-residierender Botschafter für Tonga, Samoa, den Cookinseln und Niue.
Tzur ist verheiratet und Vater dreier Kinder. Er besitzt seit April 2006 den persönlichen Rang eines Botschafters.